# Lawrence Rackley Smith
Lawrence Rackley Smith (Media (Illinois), 10 september 1932) is een Amerikaans componist en muziekpedagoog. Voor bepaalde werken gebruikt hij ook het pseudoniem: Lawrence Rackley.

## Levensloop
Smith studeerde aan de Northwestern University in Evanston (Illinois) en behaalde daar zijn Bachelor of Music en ook zijn Master of Arts. Aansluitend wisselde hij aan de befaamde Eastman School of Music van de University of Rochester in Rochester (New York) en promoveerde daar tot Ph.D. (Philosophiæ Doctor) in 1958. 
Van 1957 tot 1963 was hij docent aan de Central Michigan University in Mount Pleasant (Michigan) en wisselde aansluitend als professor in muziek aan het Kalamazoo College in Kalamazoo, Michigan. Hij doceerde in het vak compositie en muziektheorie en bleef in deze functie tot hij met pensioen ging. Nu is hij professor Emeritus. Tot zijn leerlingen behoren de gitarist Jackie Zito en de componist Jon Jeffrey Grier.
Hij was van 2003 tot 2004 president van de National Braille Association, die zich bij blinden voor het gebruik van het Braille materiaal inzet en de verbreding steunt.

## Composities

### Werken voor orkest
- Five Short Statements

### Werken voor harmonieorkest
- Convergence, voor orgel en harmonieorkest
- Processional Variations on a theme by Tielman Susato, voor koperkwintet en harmonieorkest
- They, You, I, We - Concerto, voor viool en harmonieorkest

### Kamermuziek
- Handel: Variations, voor viool-oktet

### Werken voor mandoline
- Airs and Rounds